# Cyanocitta
Cyanocitta Strickland, 1845 è un genere di uccelli passeriformi della famiglia Corvidae.

## Etimologia
Il nome scientifico del genere, Cyanocitta, deriva dall'unione delle parole greche κυανος (kyanos/kuanos, "ciano") e κιττα (kitta, "ghiandaia"), col significato di "ghiandaia blu", in riferimento alla livrea delle specie ascritte.

## Descrizione

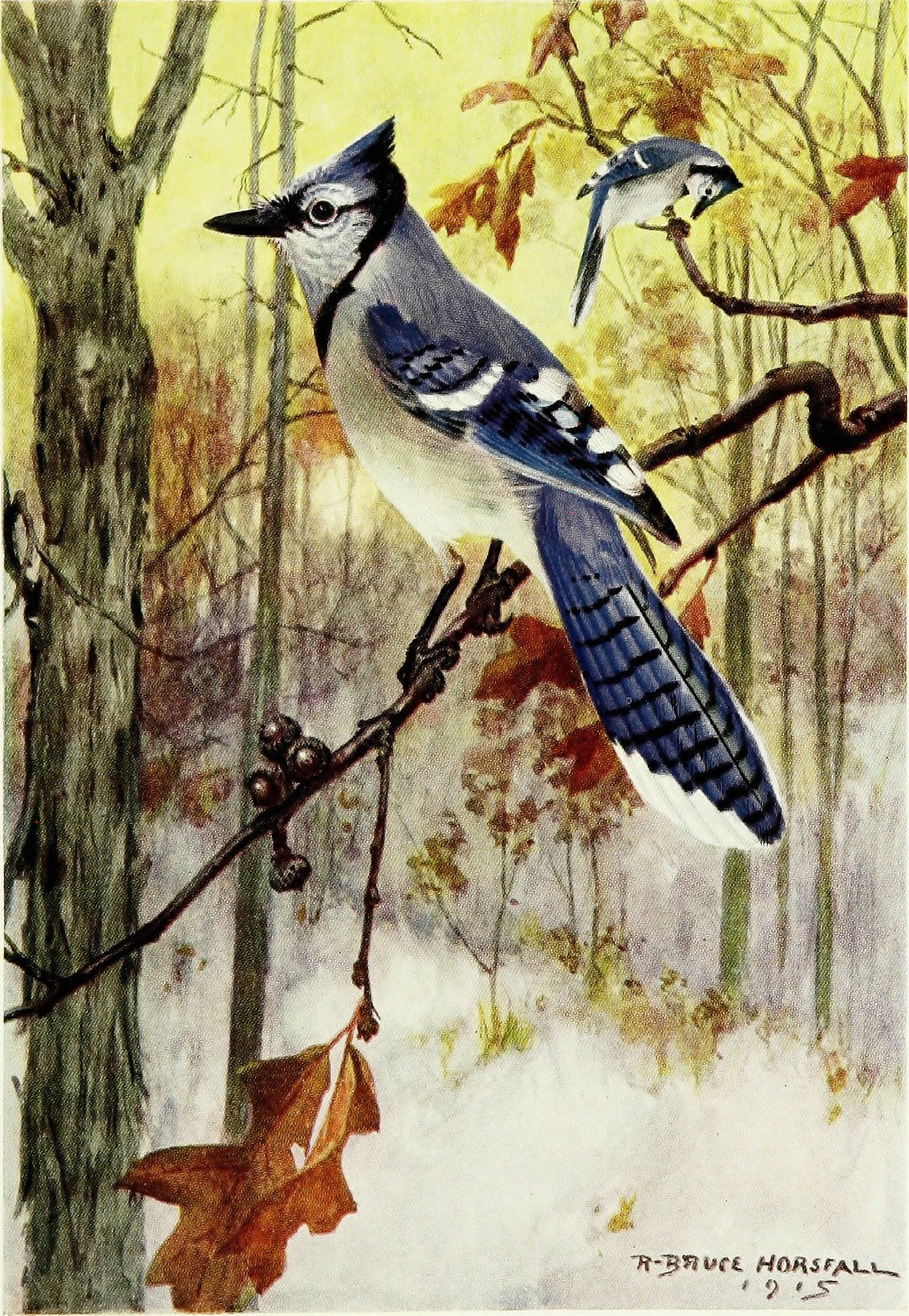
C. cristata.

Al genere vengono ascritte specie di medie dimensioni (25-34 cm), dall'aspetto robusto ma slanciato, munite di testa arrotondata con forte becco conico e allungato, ali digitate, coda piuttosto lunga (circa un terzo della lunghezza totale) e dall'estremità arrotondata e forti zampe: ambedue le specie sono munite di cresta cefalica erettile, che l'animale tiene a riposo in condizioni normali, ma che viene drizzata in caso di pericolo.

La livrea, come intuibile dal nome scientifico, è dominata dai toni del blu-azzurro, con presenza delle penne alari tassellate tipiche di molte ghiandaie e di aree bianche o nere sulla testa, con cresta sempre nera.

## Biologia
Al genere vengono ascritti uccelli dalle abitudini diurne, moderatamente sociali all'infuori del periodo degli amori (quando le coppie divengono territoriali e attaccano gli intrusi che osano avvicinarsi troppo al nido), dalla dieta onnivora anche se composta in maggioranza da frutta a guscio e ghiande, che vengono stipate in depositi durante i periodi di abbondanza per farne poi uso durante i mesi invernali.

Monogami, nidificano in un nido a coppa costruito fra gli alberi da ambedue i sessi: anche l'allevamento della prole, che resta a lungo coi genitori, è a carico di ambo i partner, mentre la cova è appannaggio esclusivo della femmina.

## Distribuzione e habitat
Il genere è diffuso nelle aree boschive che vanno dalla taiga del nord dell'America Settentrionale (da Terranova alla costa meridionale dell'Alaska) alla foresta pluviale dell'America centrale: le due specie occupano la fascia occidentale (ghiandaia di Steller) e orientale (ghiandaia azzurra) dell'areale di diffusione, vivendo in simpatria nell'area occidentale delle Grandi Pianure, dove si ibridano senza grossi problemi.

## Tassonomia

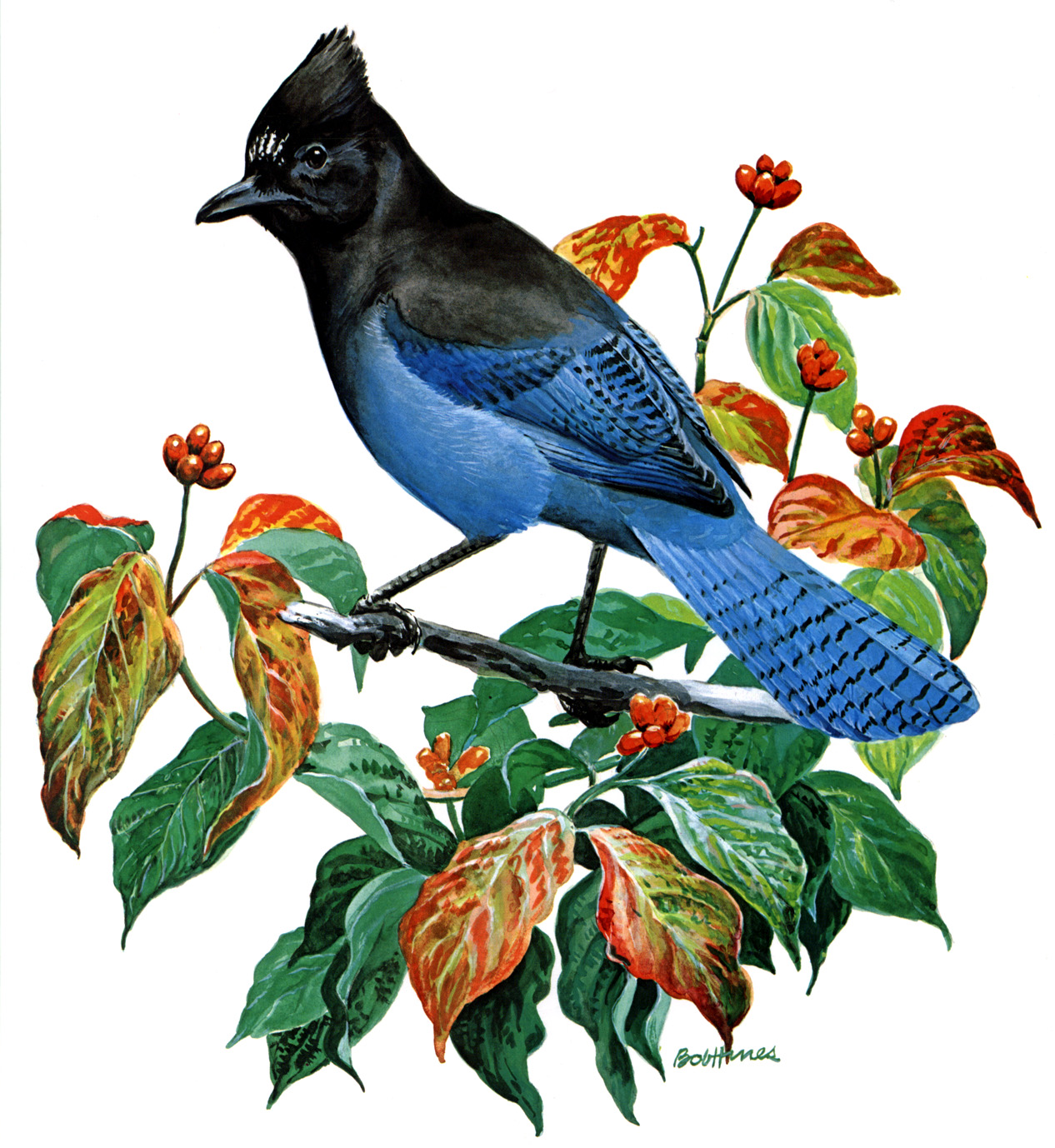
C. stelleri.

Al genere vengono ascritte due specie:
Genere Cyanocitta
- Cyanocitta cristata (Linnaeus, 1758) - ghiandaia blu
- Cyanocitta stelleri (Gmelin, 1788) - ghiandaia di Steller

Le due specie (che hanno cominciato a divergere circa 5 milioni di anni fa) costituiscono un esempio classico di speciazione allopatrica, col punto di divergenza rappresentato dalle Montagne Rocciose: esse formano un clade con l'affine ghiandaia dei pini e con le lievemente più divergenti ghiandaie azzurre del genere Aphelocoma.